# Rebecca Buttigieg
Rebecca Buttigieg (ur. 2 grudnia 1993) – maltańska polityczka. Członkini Izby Reprezentantów Malty od 2022 roku. Parliamentary secretary ds. reform i równości.

## Życiorys
Buttigieg urodziła się 2 grudnia 1993 roku.

### Edukacja i kariera zawodowa
Ukończyła studia na Uniwersytecie Maltańskim ze stosunków międzynarodowych z tytułem Bachelor of Arts. W 2015 roku skończyła studia magisterskie na Uniwersytecie Edynburskim na kierunku Global Crime, Justice and Security.
Karierę zawodową rozpoczęła pracując w Parliamentary Assembly of the Mediterranean.  W 2017 roku pracowała jako rzeczniczka prasowa w maltańskim Ministerstwie Gospodarki, a później w Ministerstwie Spraw Wewnętrznych, Bezpieczeństwa Narodowego i Egzekwowania Prawa. Pracowała jako specjalistka ds. polityki publicznej w stałym przedstawicielstwie Malty przy Unii Europejskiej w trakcie maltańskiej prezydencji w Radzie Unii Europejskiej w 2017 roku.

### Działalność polityczna
W wyborach parlamentarnych w 2022 roku uzyskała mandat do Izby Reprezentantów Malty czternastej kadencji z okręgu wyborczego numer 9. 14 kwietnia 2022 została mianowana Parliamentary secretary ds. reform i równości jako najmłodsza członkini rządu Roberta Abeli. Jest członkinią Komisji ds. Zagranicznych i Europejskich. Należy do Partii Pracy oraz Partii Europejskich Socjalistów.
W październiku 2023 roku jej ministerstwo wsparło program European SOGI Governmental Expert Network działający przy Radzie Europy kwotą 30 000 euro. W maju 2025 roku rozpoczęła proces konsultacji dotyczący legalizacji eutanazji na Malcie, który był jedną z jej obietnic wyborczych. Propozycja została skrytykowana przez hierarchów Kościoła katolickiego, w tym między innymi przez Charles Scicluna, maltańskiego arcybiskupa metropolitę.

### Poglądy polityczne
W trakcie studiów, w 2014 roku, była obecna w Izbie Reprezentantów Malty podczas głosowania nad ustawą wprowadzającą związki partnerskie na Malcie.
Opowiada się za legalizacją eutanazji. Wspiera prawa osób LGBT+, walkę z mową nienawiści w internecie oraz wprowadzenie rozwiązań wspierających ojców w wychowaniu dzieci. Popiera wprowadzenie urlopu menstruacyjnego. Opowiada się za dalszymi zmianami w prawie dotyczącymi spraw przemocy domowej.
W grudniu 2022 roku wspólnie z Randolphem De Battistą otrzymała listy z pogróżkami. Battista otrzymał ochronę policji od Spikera Izby, a Buttigieg wezwała do śledztwa w tej sprawie.

### Pozostała działalność
W 2022 roku jako Parliamentary secretary ds. reform i równości wzięła udział w marszu równości w stolicy kraju Valletcie. Wspólnie z Premierem Malty Robertem Abelą wzięła udział w EuroPride w 2023 roku, również w stolicy kraju. W styczniu 2025 roku została wyróżniona tytułem European Young Leader przez organizację Friends of Europe. Poprzednią osobą z Malty wyróżnioną tym tytułem była Roberta Metsola, Przewodnicząca Parlamentu Europejskiego.

### Życie prywatne
Pozostaje w związku małżeńskim. W 2024 urodziła córkę o imieniu Valentina. 